# Tidig musik
Tidig musik är en etablerad term för den äldsta nedskrivna musiken. Medeltidens musik fram till cirka 1450 och renässansens musik (cirka 1450–1600) brukar räknas in i begreppet tidig musik. Ibland räknas också barockmusik (cirka 1600–1750) som tidig musik. 